# Estridón
Estridón (en latín: Strido Dalmatiae) fue una ciudad de la provincia romana de Dalmacia. Se desconoce su localización exacta. La ciudad es conocida especialmente por ser el lugar donde nació san Jerónimo. También era de aquí Domno de Estridón, un obispo que participó en el Primer Concilio de Nicea, y el sacerdote Lupicino de Estridón. En 379 la ciudad fue destruida por los godos. Jerónimo escribió sobre ello en su obra De viris illustribus: «Hieronymus patre Eusebio natus, oppido Stridonis, quod a Gothis eversum, Dalmatiae quondam Pannoniaeque confinium fuit...».
Es posible que Estridón estuviera situada en territorio de la actual Croacia o Eslovenia. Posibles localizaciones son: Sdrin, Štrigova, Zrenj (Croacia), Starod (Eslovenia).